# خانه مشیرالملک انصاری
خانه مشیرالملک انصاری از خانه‌های اشرافی دوره صفویه محسوب می‌شود. این خانه متعلق به خاندان مشیرانصاری از مستوفیان و منشیان دربار صفویه است که در دوره شاه‌عباس بزرگ از شیراز به اصفهان مهاجرت کرده و در آن سکنی گزیدند. تأثیرگذارترین چهره این خاندان میرزا حبیب‌الله مشیرالملک انصاری است. وی در سال ۱۲۵۷ ه‍.ق در اصفهان متولد شد و در سال ۱۲۸۸ ه‍.ق حاکم اصفهان شد. 
مشیرالملک در سال ۱۳۰۹ ه‍.ق در زمان ظل السلطان با قهوه قجری مسموم شد و به قتل رسید. پس از مرگ وی، خانه جهت استقرار کنسولگری پادشاهی پروس مورد استفاده قرار گرفت. این خانه بعدها به وسیلهٔ یکی از تجّار اصفهان به نام حسین چرمی و سپس حاج محمد سمائیان خریداری شد. در دوره تملک سمائیان جنگ ایران و عراق درگرفت و پناهندگان خوزستانی در خانه سکونت گزیدند.
شاه نشین این خانه دارای بزرگ ترین و تاریخی ترین ارسی موجود در ایران است.

## بخش‌ها

### ورودی
ورودی خانه در گوشه شمال غربی واقع و دارای سر در بزرگ و مجللی است که قوس نیم دایره ای بر فراز آن جلوه‌گری می‌کند. وجود این قوس موجب تمایز سر در این خانه از سایر خانه‌ها شده است. مجموعه ورودی شامل هشتی و دالان‌هایی است که یکی از آن‌ها به گوشه حیاط راه می‌یابد و دیگری به فضای اصطبل در شمال خانه منتهی می‌شود.

### ساختمان

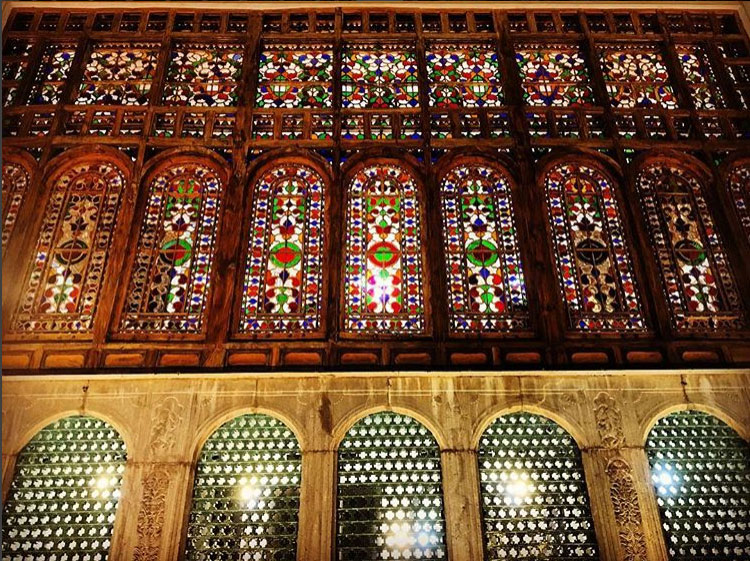
مرتفع‌ترین نمای خانه

این بنا از خانه‌های اشرافی دوره قاجار محسوب می‌شود و دارای فضاهای متنوع و تزئینات فراوان می‌باشد. حیاط مستطیل شکل خانه در سه جبهه شمالی، شرقی و غربی خود با فضاهای متعددی احاطه شده که در این میان جبهه شمالی با ارتفاعی نزدیک به سه طبقه مهم‌ترین بخش خانه را تشکیل می‌دهد. این جبهه شامل تالاری در میانه و چهار اتاق سه دری در دو طبقه طرفین آن است. هر یک از اتاق‌های سه دری در طبقه اول با سه در چوبی و در طبقه دوم به وسیله پنجره ارسی به فضای تالار گشوده می‌شوند که در صورت باز بودن درها، مجموعه این فضاها به یکدیگر پیوند خورده، فضایی وسیع و یکپارچه را در دو طبقه پدید می‌آورند. تالار در انتهای خود یک فضای شاه‌نشین با دو ستون پر تزئین دارد و از ضلع مقابل با ارسی عریض نه دهانه ای به حیاط مشرف می‌شود. دیوارها و سقف تالار پوشیده از تزئینات نقاشی، گچبری و آینه کاری است و ارسی آن با ارتفاعی معادل دو طبقه دارای گره چینی چوبی و شیشه‌های رنگی زیبائی می‌باشد. در زیر زمین این جبهه دو اتاق سه دری یک متر پائین‌تر از کف حیاط واقع شده‌اند. این فضاها ازاره‌های بلند کاشی فیروزه ای دارند و به وسیله پنجره‌های بزرگی از حیاط نور می‌گیرند.

### حوض‌خانه
حوض‌خانه مرتفع خانه در گوشه شمال شرقی آن نشسته، در طبقات اول و دوم غرفه‌هایی پیرامون خود دارد. در طبقه اول ضلع شمالی حوض‌خانه یک اتاق پنج دری مشرف به آن قرار دارد. ردیف نورگیرهایی به ارتفاع یک طبقه بر فراز حوض‌خانه این فضا را روشن می‌کنند. این نورگیرها با شیشه‌های رنگی متعدد خود در حوض هشت گوش وسط حوض‌خانه تلالوئی از نور و رنگ ایجاد کرده و به این طریق فضایی دلنشین پدید می‌آورند. دیوارهای حوض‌خانه دارای تزئینات گچبری و نقاشی به سبک اروپایی می‌باشد. بام حوض‌خانه با شیب چهار طرفه خود حجم شاخصی در مجموعه بنا به وجود آورده است.

### جبهه شرقی
در جبهه شرقی خانه، تالاری وسیع و طویل در میانه و دو اتاق سه دری در دو سوی آن قرار دارد. شاه‌نشین این تالار به صورت اتاقی مجزا درآمده با دو اتاق دیگر در طرفین خود ارتباط کامل یافته است. این دو اتاق نیز به نوبه خود با سه دری‌های این جبهه مرتبطند. یک ایوان ستوندار فضاهای این جبهه را با حیاط پیوند می‌دهد.

### جبهه غربی
جبهه غربی حیاط نیز نمایی مشابه جبهه شرقی دارد. ایوان‌های شرقی و غربی حیاط در میانه نما عقب نشسته و به این ترتیب بر محور فرعی حیاط تأکید کرده‌اند. جبهه غربی شامل چهار اتاق سه دری است و برخلاف معمول راهرویی در میانه آن قرار گرفته است. با توجه به فضاهای جبهه شرقی به نظر می‌رسد جبهه غربی نیز تالاری در میانه خود داشته و بعدها این تالار به دو اتاق و راهروی بین آن‌ها تبدیل شده است.

### جبهه جنوبی
بخش عمده جبهه جنوبی دیواری است که مشابه جبهه مقابل خود نما سازی شده و تنها دو اتاق سه دری به نام اتاق عکس و اتاق آینه در دو انتهای این جبهه قرار گرفته‌اند. اتاق آینه دارای تزئینات فراوان آینه کاری، گچ بری و نقاشی می یاشد ولی اتاق عکس آسیب دیده واز تزئینات آن چیزی بر جای نمانده است. آشپزخانه در گوشه جنوب غربی قرار دارد و از سه بخش شربت خانه، بخت و پز و انبار تشکیل شده است.

### حیاط

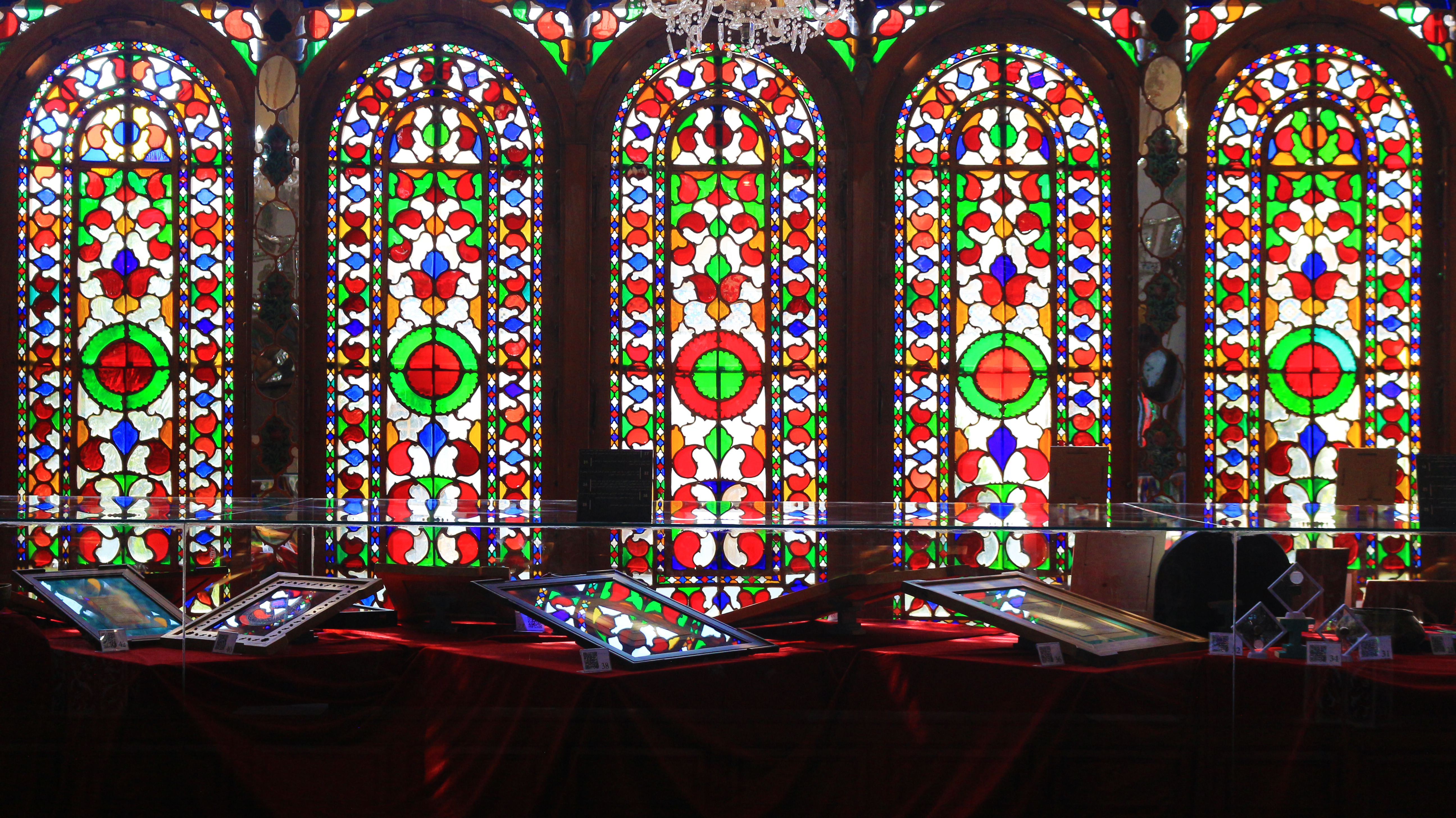

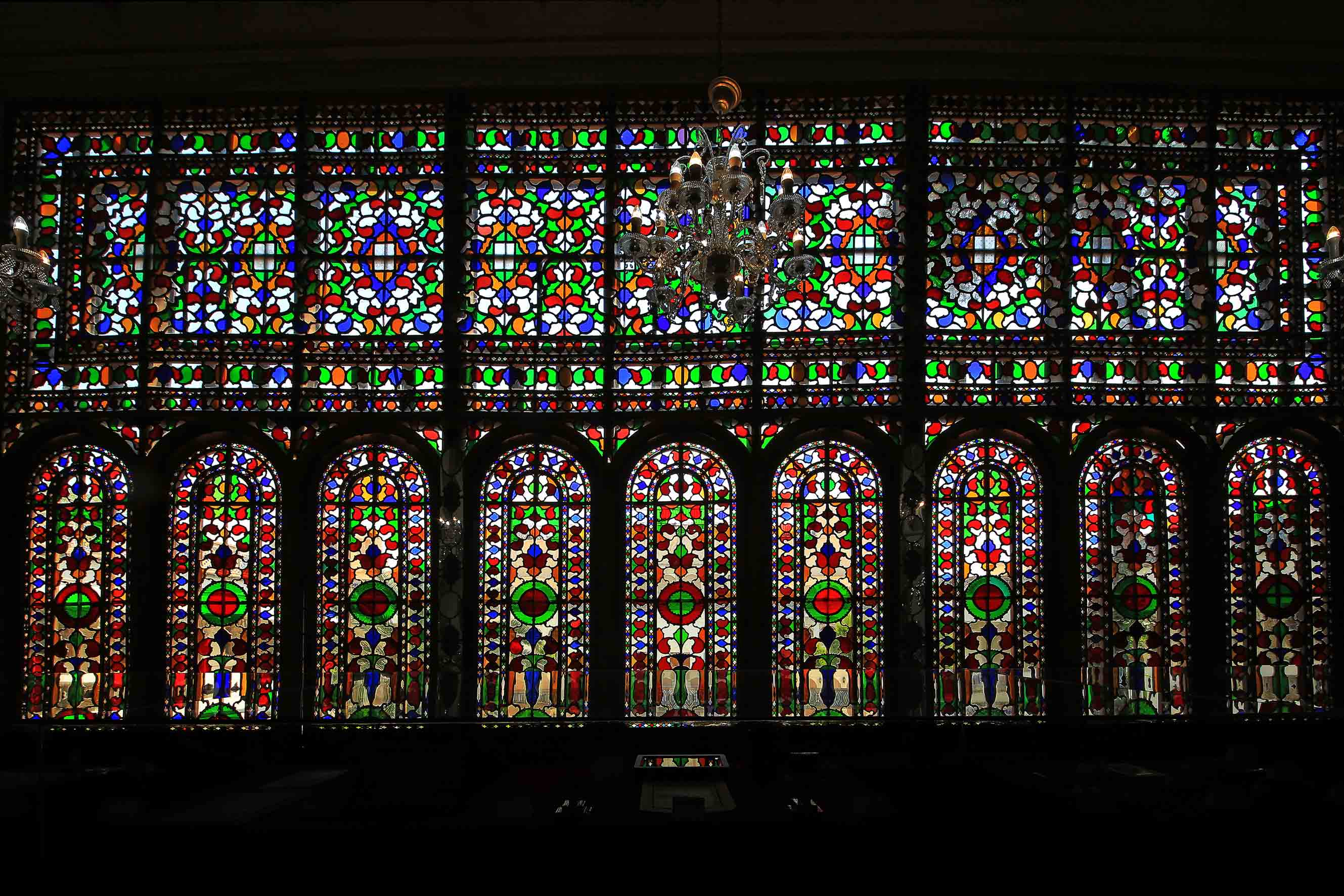

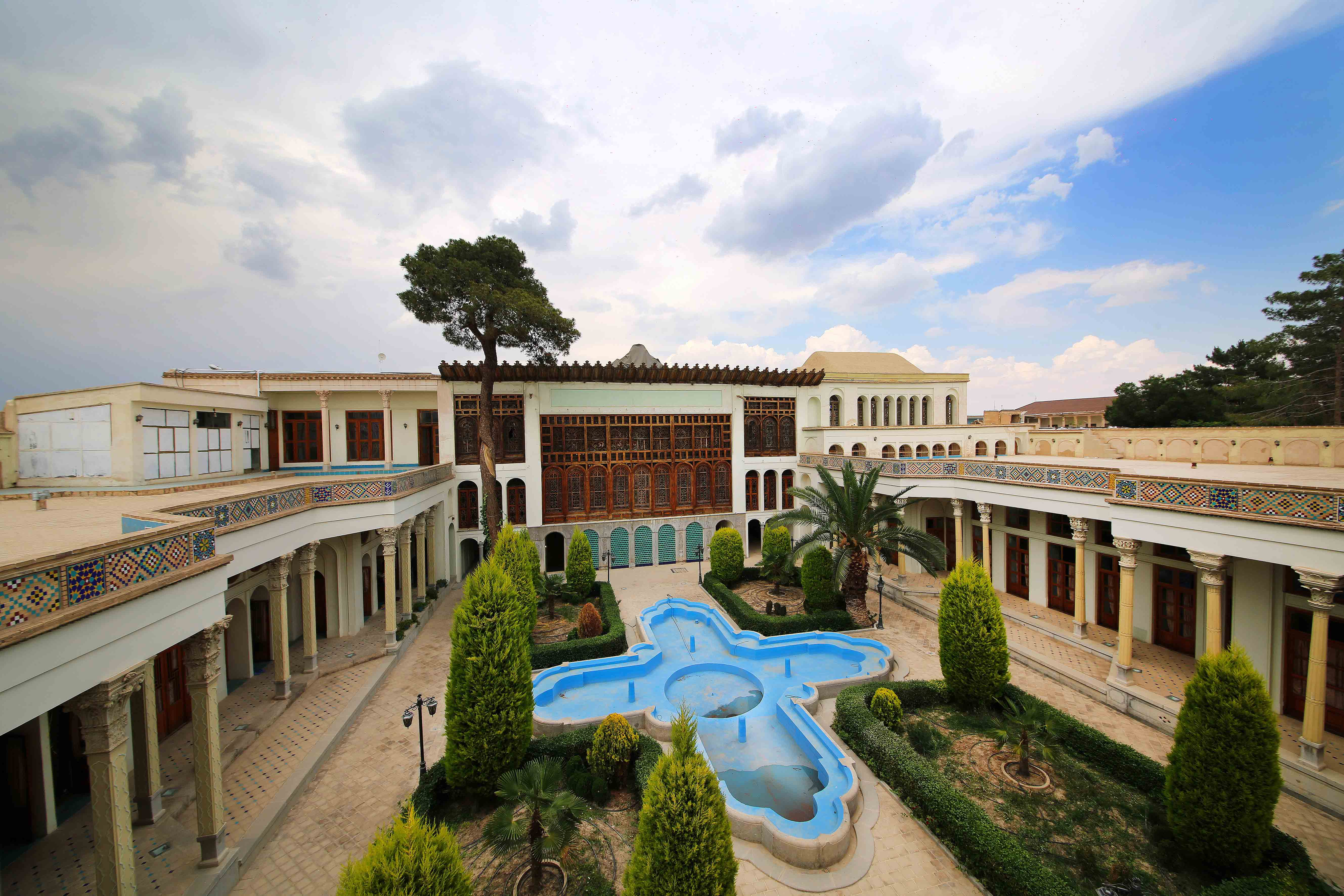

حیاط خانه با حوضی وسیع و صلیبی شکل در وسط و چهار باغچه اطراف آن صورتی مرکز گرا به خود گرفته است. جداره‌های حیاط دارای ازاره‌های سنگی حجاری شده می‌باشند و قطعات کاشی و چوب‌های تزئینی به کار رفته در نماهای مختلف آن موجب ایجاد هماهنگی در کل حیاط شده است.